# Musée palatin de Heidelberg
Le musée palatin de Heidelberg (en allemand : Kurpfälzisches Museum Heidelberg) est un musée d'art et d'histoire situé à Heidelberg. Il est hébergé dans le palais Morass (de).
Il comprend un département d'archéologie et d'histoire de la région de Heidelberg, ainsi qu'une importante collection de peintures européennes allant de la Renaissance à nos jours.

## Archéologie et histoire
Le département d'archéologie présente, dans sept salles occupant une surface de 1 500 m2, l'archéologie et l'histoire de la région de Heidelberg. La visite commence au sous-sol, où le visiteur découvre les méthodes de l’archéologie. L'une des pièces maitresses du Paléolithique est la mandibule de Mauer, datée de 610 000 ans, holotype de l'espèce Homo heidelbergensis. Un peu plus loin, un diorama grandeur nature montre le quotidien d’une famille du Néolithique.
La section de l'Âge du bronze et de la période celtique est suivie par l'époque romaine, qui occupe de loin la plus grande place. Les nombreuses découvertes archéologiques faites dans la région de Heidelberg donnent une image de la vie quotidienne et des activités des hommes des Ier et IIe siècles de notre ère. Une reconstitution grandeur nature du Mithréum d'Heidelberg fait partie des attractions du musée.
Dans la section Moyen-Âge et Temps modernes, quelques salles racontent l'apogée de la ville de Heidelberg en tant que capitale de l'électeur palatin du Palatinat du Rhin. La visite du département s'achève avec une salle consacrée à la colline historique du Heiligenberg (en), à Heidelberg.

## Peinture
Dans les pièces du palais et dans une aile moderne le visiteur peut découvrir de nombreux tableaux.

### Peinture flamande et hollandaise
Jacques Fouquières (Projet du jardin de Salomon de Caus pour le château de Heidelberg), Gerrit van Honthorst (Portrait du Roi des Neiges Frédéric V du Palatinat et Portrait de son épouse Élisabeth d'Angleterre), Jan Anthonisz van Ravesteyn (Portrait de Christian von Braunschweig-Lüneburg).

### Peinture allemande duXVIIIesiècle
Heinrich Carl Brandt (Portrait d'Élisabeth Augusta du Palatinat), Johann Heinrich Tischbein (Élisabeth Augusta du Palatinat au clavecin), Johann Georg Ziesenis (Portrait de Charles Théodore de Bavière).

### Peinture allemande duXIXesiècle
Lovis Corinth, Max Slevogt, Wilhelm Trübner.

### Peinture allemande duXXesiècle
Kanoldt.

### Peinture française
Pierre Goudreaux, Laurent de La Hyre, Henri Millot, Jean Raoux, Hyacinthe Rigaud (Portrait de la Princesse Palatine Élisabeth-Charlotte de Bavière), Claude-Joseph Vernet

## Galerie

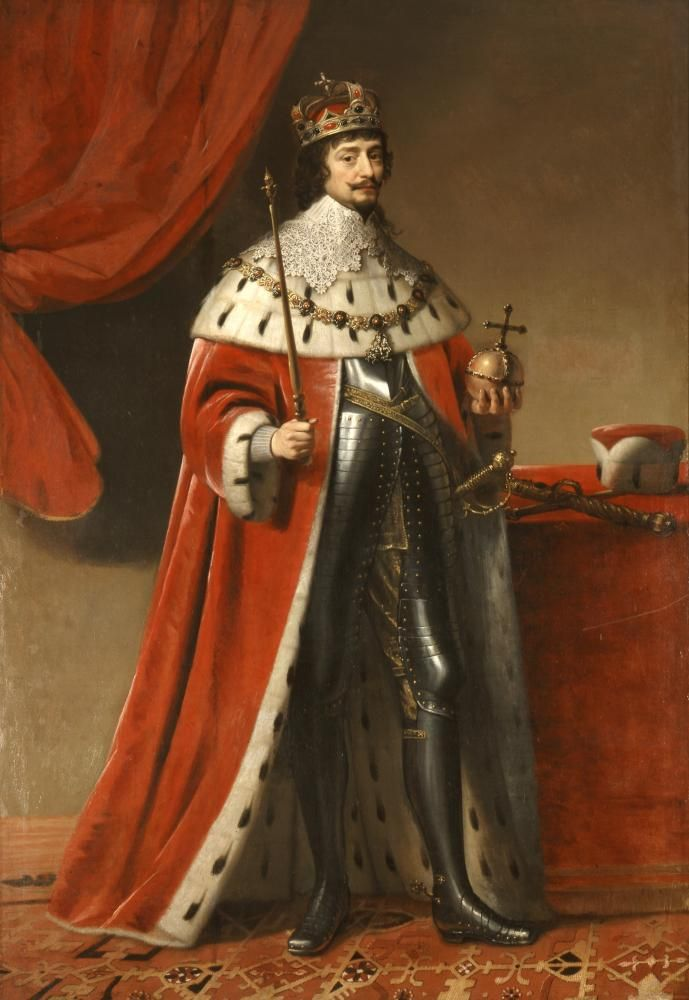
Frédéric V par Gerrit van Honthorst
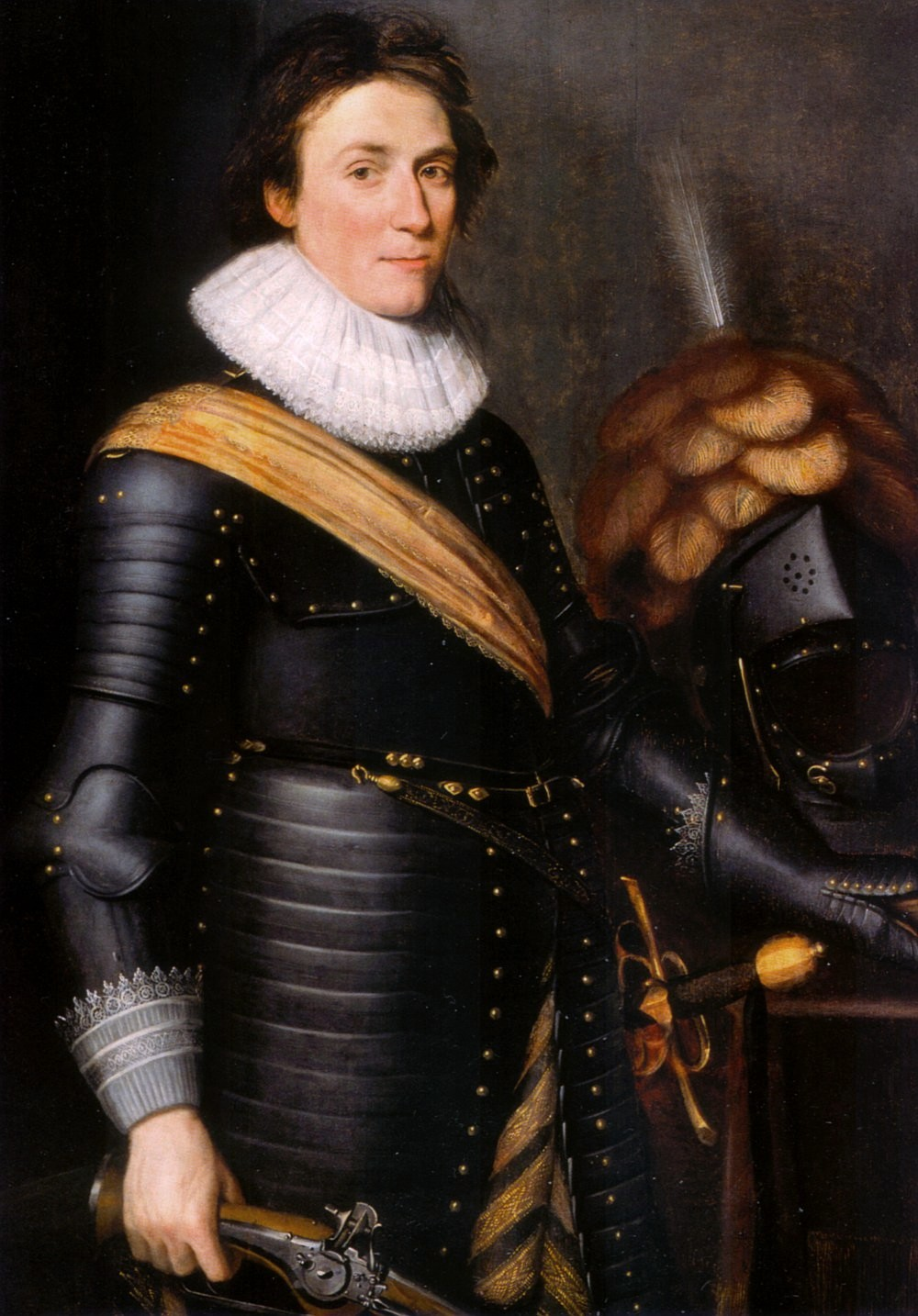
Christian von Braunschweig-Lüneburg par Jan Anthonisz van Ravesteyn (1620)
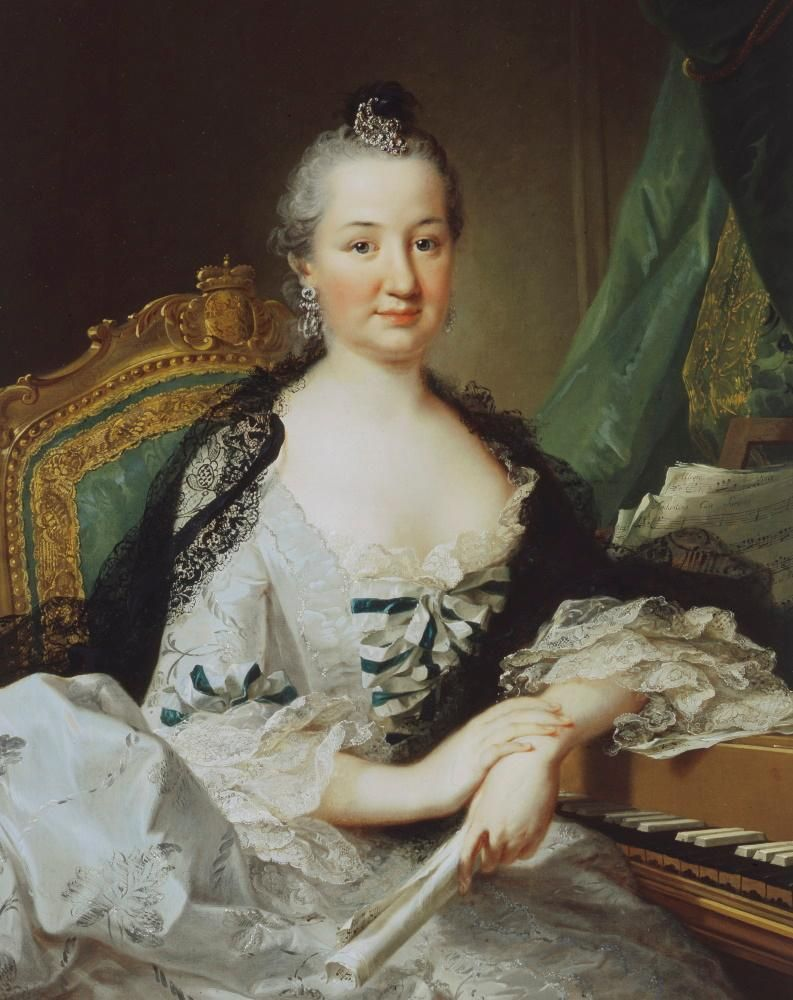
Élisabeth Augusta du Palatinat au clavecin par Johann Heinrich Tischbein
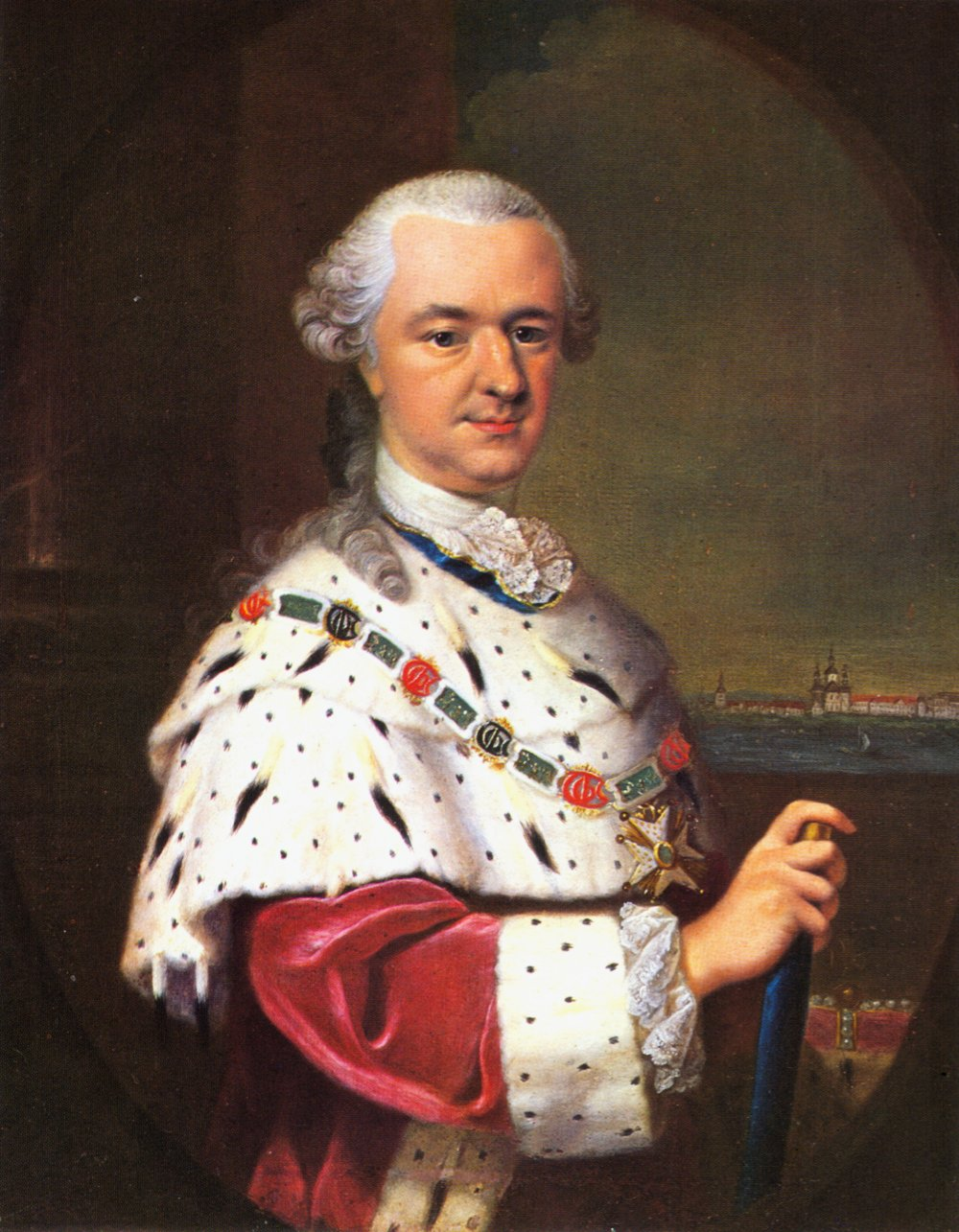
Charles Théodore de Bavière par Johann Georg Ziesenis